# Knautia
Knautia es un género de la subfamilia Dipsacoideae, familia Caprifoliaceae. El nombre popular de estas flores es «flor de la viuda». Comprende 206 especies descritas y de estas, 48 aceptadas.

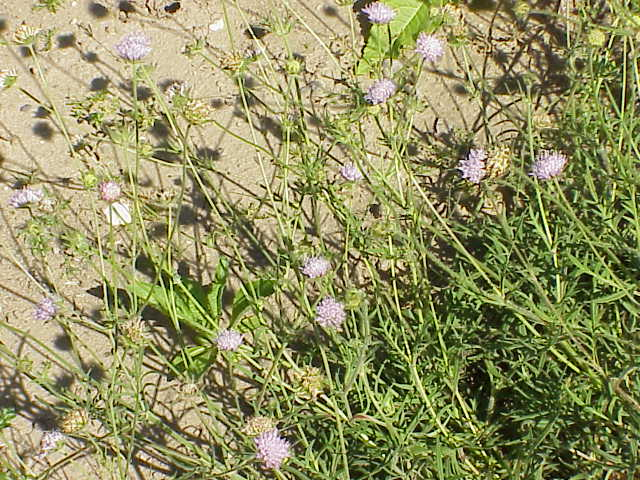
Knautia arvensis

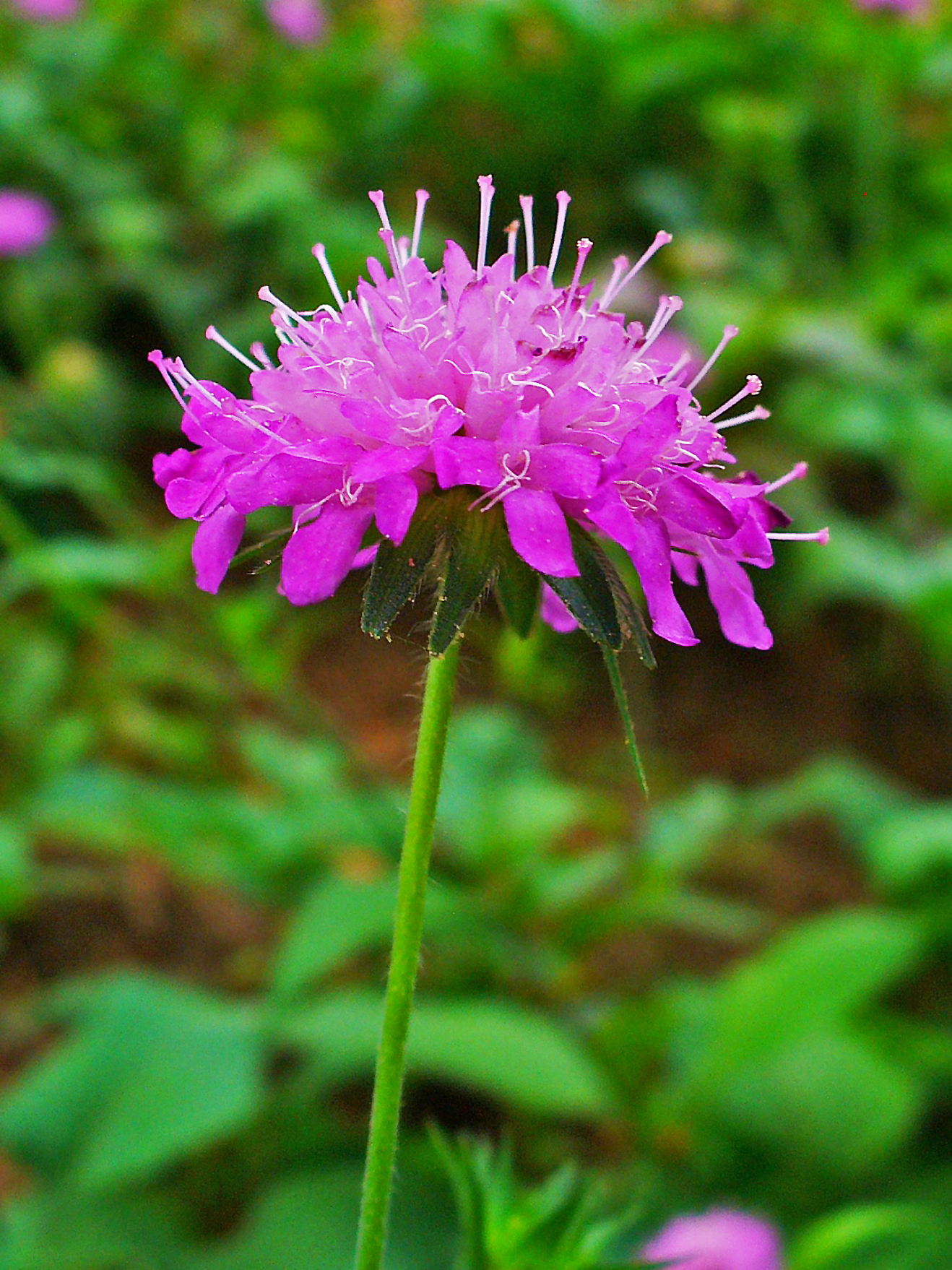
Knautia drymeia

## Descripción
Son plantas herbáceass anuales o perennes, a veces sufrútices.  Con hojas sésiles o pecioladas, lanceoladas, enteras, dentadas, pinnatipartidas, pinnatisectas o bipinnatisectas, las basales formando una roseta. Las inflorescencias en capítulos hemisféricos con flores hermafroditas –por excepción algunos capítulos femeninos–, tetrámeras. El fruto es un aquenio. Tiene un número de cromosomas de x = 8, 10.

## Taxonomía
El género fue descrito por Carlos Linneo y publicado en Species Plantarum 1: 101. 1753. La especie tipo es: Knautia orientalis L. 
Etimología
Knautia: nombre genérico otorgado en honor de Christian Knaut (1654-1716), médico y botánico alemán, autor de un Methodus Plantarum genuina, qua notae characteristicae seu differentiae genericae ... perspicue delineantur..., Leipzig y Halle, 1716 –no hay duda, por lo que Linneo explica en el Hortus cliffortianus (1737) y autorizadamente interpreta Pritzel –cf. Thesaurus literaturae botanicae... (1872-1877)–; aunque algunos autores hayan dicho que se dedicó el género a Christoph Knaut (1638-1694), asimismo botánico y médico, hermano del anterior.